# Ludovic Ninet
Œuvres principales
La Fille du van
Petit éloge du rugby
 L'Affaire Cecillon : Chantal, récit d'un féminicide
Ludovic Ninet, né à Paris le 23 mars 1976, est un journaliste et écrivain français. 

## Biographie
Ludovic Ninet passe son enfance et son adolescence à Issy-les-Moulineaux et Meudon (Hauts-de-Seine). Après avoir étudié à Sportcom, école de journalisme et communication dans le sport (CFJ-INSEP), il débute comme journaliste en 1999. Il intègre le journal L'Équipe en 2001 et le quitte fin 2007 après avoir participé à la création du magazine Rugby Hebdo. Il crée en 2010 le site Internet Rugby Connection et collabore alors aux rédactions web du Monde, de L'Express et de Libération. De 2012 à 2017, il enseigne au CFPJ et à l'ESJ Pro Paris avant de redevenir chargé de cours à l'Université Sorbonne-Nouvelle en 2023. 
Son premier roman policier, Dernier Shoot pour l'enfer, paraît en avril 2012 aux éditions Fayard Noir, sous le pseudonyme Ludo Sterman. Il est suivi d'un second, Bombe X, en juin 2013, mettant en scène le même personnage principal, Julian Milner, journaliste révélant des scandales de corruption et de dopage dans le monde du sport. 
En 2017, il fait paraître chez Serge Safran Éditeur un premier roman, La Fille du van, lauréat du Festival de Chambéry, remarqué pour sa qualité d'écriture et la force de ses personnages. Dans ce roman situé sur les rives de l'étang de Thau, il met en scène plusieurs personnages cabossés, dont Sonja, ex infirmière militaire en souffrance, et Pierre, inspiré du perchiste français Pierre Quinon. La Fille du van reçoit, en 2019, la Plume d'Or, Prix du premier roman de Cesson Vert Saint Denis (Essonne). Ce livre est aujourd'hui disponible chez l'éditeur en ligne BOD. 
Dans son texte suivant, un essai, il rassemble ses expériences de journaliste, d'auteur et de sportif amateur pour dresser un Petit éloge du rugby, publié en juin 2019 aux Éditions François Bourin, réédité actualisé en août 2023 aux Éditions Les Pérégrines, la même maison d'édition qui a changé de nom. Ce livre expose avec saveur l'essence de ce sport sans se départir d'un regard critique constructif sur ses mutations.   
Son cinquième ouvrage, L'Affaire Cecillon : Chantal, récit d'un féminicide, paraît en avril 2023 aux Presses de la Cité. Ce récit-enquête revisite le meurtre,, survenu en août 2004, de Chantal Cecillon par son mari Marc Cecillon, ex-capitaine du XV de France. À contre-courant du récit répandu, il pose un regard résolument féministe sur cette affaire et redonne sa juste place à la victime,,.  Ce livre a été récompensé du Prix Sport Scriptum du même meilleur ouvrage de littérature sportive 2023.  
En septembre 2023, il publie dans Le Parisien une enquête en quatre volets sur la dangerosité du rugby, et notamment les dommages à long terme sur le cerveau.  

## Œuvres
- Rugby, un passion, 2010, La Martinière (ouvrage collectif)
- Dernier Shoot pour l'enfer, Fayard, 2012 (sous le pseudonyme Ludo Sterman)
- Bombe X, Fayard, 2013 (sous le pseudonyme Ludo Sterman)
- La Fille du van, Serge Safran Éditeur, 2017, réédition BOD 2022 – Prix Plume d'Or 2019
- Petit éloge du rugby, Éditions François Bourin, 2019 ; réédition Les Pérégrines 2023
- L'Affaire Cecillon : Chantal, récit d'un féminicide, Presses de la Cité, 2023 – Prix Sport Scriptum 2023